# دولة منبوذة

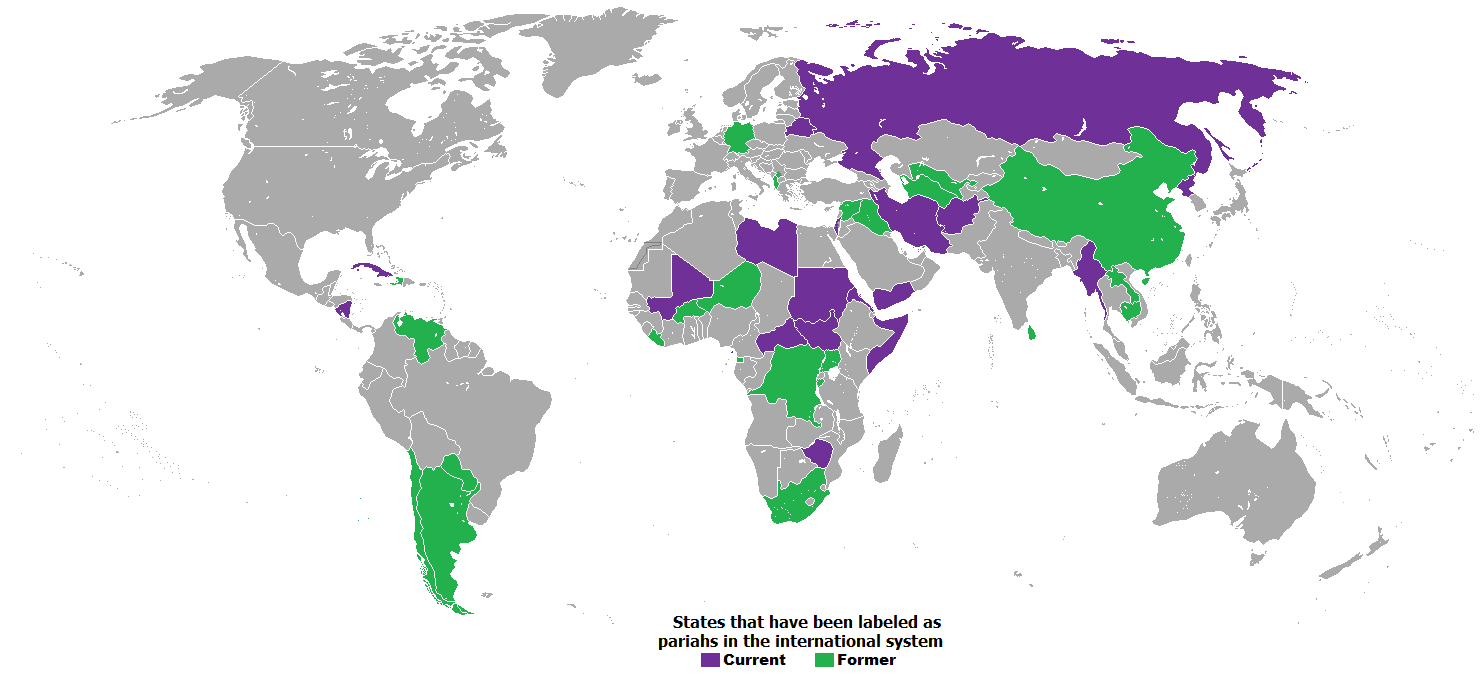

الدولة المنبوذة، (وتسمى أيضًا بالدولة المنبوذة دوليا، أو المنبوذة عالميًا) هي الدولة التي يعتبرها المجتمع الدولي منبوذة. من الممكن أن تواجه الدولة المنبوذة عزلة دولية أو أن تتعرض للعقوبات بمختلف أشكالها، ومن الممكن لها أيضًا أن تتعرض للغزو من قبل الدول التي تعتبر سياساتها أو سلوكها أو حتى وجودها بحد ذاته أمرًا غير مقبول. 

## خلفية
كانت سلطة توصيف دولة ما بأنها منبوذة -حتى قرون قليلة ماضية- واضحة نسبيًا، وغالبًا ما تستند إلى سلطات دينية، فعلى سبيل المثال، اعتبرت الدول الأوروبيةُ الإمبراطوريةَ العثمانية دولةً منبوذة منذ توقيع صلح ويستفاليا في عام 1648 حتى القرن التاسع عشر؛ وذلك لاعتبارات دينية. أما في الآونة الأخيرة، فقد أصبح تحديد المعايير والتبعات المترتبة على توصيف دولة ما بأنّها منبوذة، إضافة للسلطات التي لها الحق في إصدار هذا التوصيف، موضوعًا خلافيًا إلى حد بعيد، فعلى سبيل المثال، صرح الباحث النيجيري أولاول لوال: 
هناك العديد من الأسئلة المفتوحة حول قضية ولاية باريا. على سبيل المثال، من يحدد من هي الدولة المنبوذة، وكيف يصنَّف بلد ما على أنّه منبوذ.. ويصبح هذا الأمر أكثر عمقًا عندما يدرك المرء بأن الأمة التي تُعتبر منبوذة بالنسبة لمجموعة من الدول، تمتلك في نفس الوقت علاقات دبلوماسية وودية مع دول أخرى.
يمكن اعتبار دولة ما دولة منبوذة، وفقًا لبعض المعايير، في حال كانت منبوذة من قبل الدول الإقليمية المجاورة لها. قد تحكم -وفقًا لبعض الآراء الأخرى- هيئات دولية تعمل على توفيق الآراء بين مجموعة من الدول، كالأمم المتحدة على سبيل المثال، في وضع تعريف لمصطلح الدولة المنبوذة وكيفية استخدامه.

## أصل الكلمة
يعود أصل كلمة «pariah» التي تعني «منبوذ» باللغة الإنجليزية إلى كلمة «paraiyat» وهي مجموعة قبلية كبيرة عاشت في ولاية تاميل نادو الهندية، وكانت –وفقًا لنظام الطبقات الهندي- في الطبقة الاجتماعية الدنيا التي كان يطلق عليها –حسب حكم الإمبراطورية الإنجليزية للهند- لقب «المنبوذين». قبلت جميع ثقافات العالم استخدام مصطلح «pariah» للدلالة على المنبوذين.

## تعريفات
يعني مصللح «الدولة المنبوذة» في أبسط العبارات «الدولة المرفوضة». ولا يعتبر هذا المصطلح جديدًا على قاموس العلاقات الدولية، كما أنّه ليس مصطلحًا تاريخيًا جديدًا، ما هو جديد حول هذا المصلطح هو ما يشير إليه لوال على أنّه «المبدأ الأساسي في وضع مصطلح «النبذ»». طٌورت العديد من التعريفات الأخرى لتوسعة هذا المبدأ الأساسي -أو قد يكون للارتقاء به لمستوى أكاديمي- الذي قد يختلف حسب المؤلّف أو مجال دراسته. تُصنف هذه التعريفات في فئتين اثنتين: الأولى هي التعاريف التي ترتكز على نقص (أو عيب) تعاني منه الدولة المنبوذة بشكل موضوعي، والتعاريف التي ترتكز على مبررات سياسية تضعها دول أخرى «تستحق» الدولة على أساسها التصنيف -بشكلٍ استثنائي- على أنها منبوذة.
يمكن تصنيف تعريف بيلاني للدولة المنبوذة ضمن النوع الأول من التعاريف، إذ ينص التعريف على أنّ الدولة المنبوذة هي الدولة التي تفتقر إلى أي قوة ناعمة معتبرة. وبالمثل، يعرّف قاموس بينغوين للعلاقات الدولية الدول المنبوذة بأنّها «الدول أو الجهات الدولية الفاعلة التي تعاني –بسبب حكم النظام السياسي فيها أو بسبب المواقف الإيديولوجية لها أو نوعية الرئاسة فيها أو السلوك العام لها- من عزلة دبلوماسية وازدراءٍ أخلاقي عالمي واسع النطاق». لا يشير هذا التعريف -كما هو الحال في التعريف السابق- إلى نوع النظام السياسي أو الموقف الإيديولوجي أو نوعية الرئاسة أو السلوك العام الذي يُصنف على أساسه النظامُ العالميُ دولَ العالمِ على أنّها منبوذة.
يُعتبر تعريف فايس خير مثالٍ عن النوع الثاني من التعريفات، وينص هذا التعريف على أنّ الدول المنبوذة هي ببساطة «الدول التي تنتهك المعايير الدولية»، ويعرّف هاركافي بشكل مماثل الدولة المنبوذة بأنّها «الدولة التي اتخذت سلوكًا غير متماشٍ مع القوعد والمعايير الدولية»، فيما قدّم جيلدينهويز تعريفًا أكثر تفصيلًا للدولة المنبوذة، فيعرفها بأنّها «الدولة التي يسيء سلوكها المحلي أو الدولي -بشكل جدّي- إلى المجتمع الدولي أو على الأقل إلى مجموعة كبيرة من الدول»، بينما يشرح تعريف ماركس الدولة المنبوذة بإسهاب، فيصفها بأنّها «دولة ذات سياسات استفزازية أو ذات طموحات إقليمية توسعية، أو ذات نظام حكم تنعدم فيه العلاقات الدبلوماسية مع الدول المجاورة، أو ذات سياسات قد تلحق الضرر الظرفي بالدولة الأخرى في حال كانت الدولة المعنية قد اكتسبت أسلحة نووية».

## معايير الدولة المنبوذة
لم تكن هناك أي معايير دولية مقبولة لتصنيف دولة ما فيما إذا كانت دولة منبوذة أم لا حتى شهر أغسطس من عام 2014، ولم يكن هناك أيّ سلطة -متوافق عليها- تقوم بمهمة وضع المعايير هذه أيضًا. توجد بعض المعايير المقترحة للدولة المنبوذة في التعريفات المتاحة في القسم السابق من هذا المقال. يشير هاركافي وماركس في تعاريفهما إلى السلوك الدولي الذي تتبعه بعض الدول لتستحق لقب «الدولة المنبوذة»، بينما يذهب ماركس أبعد من ذلك ويشمل في تعاريفه للدولة المنبوذة مسألة حصول الدولة على الأسلحة النووية، بينما يضيف فايس: «هي الدولة التي تتحدّى عدم الاعتراف الدولي بها». أما المعيار الوحيد لتحديد الدولة المنبوذة بالنسبة لبيلاني هو الافتقار إلى القوة الناعمة، ويتطلّب قاموس بينغوين للعلاقات الدولية «أن تعاني الدولة من عزلة دبلوماسية وشعور عالمي واسع النطاق بالازدراء الأخلاقي تجاهها» حتّى تصنّف –وفقًا له- على أنّها دولة منبوذة.

## التصنيف غير الموضوعي
لا يوجد أي معيار عالمي يمنع الدول أو المنظمات أو حتى الأفراد من إطلاق صفة «منبوذة» على أي دولة، إذ أعلن المعلق الناشط السياسي نعوم تشومسكي في عام 2003 ومرّة أخرى في عام 2014 -على سبيل المثال- بأن الولايات المتحدة الأمريكية قد أصبحت دولة منبوذة، واستند في المرتين إلى نتائج استطلاعات رأي أجرتها مؤسسة غالوب التي أظهرت أن نسبة سكّان العالم الذين أيّدوا الحرب الأمريكية على العراق لا تتجاوز 10% وأن 24% منهم يعتقدون بأن الولايات المتحدة الأمريكية تمثل أكبر تهديد للسلام العالمي. لا تُدرج نتائج الاستطلاعات هذه ضمن المعايير الموضوعية التي تقدّمها المصادر الأكاديمية أو السلطات الدولية أو المنظمات غير الحكومية أو أي هيئات تشريعية بصفتها معيارًا لتصنيف الدولة على أنّها دولة منبوذة، وتعتبر هذه النتائج متناقضة مع معيار أكاديمي واحد على الأقل قدمه جيلدينهويز باستحالة اعتبار القوى العالمية الكبرى دولًا منبوذة بسبب عدم إمكانية عزلها أو إلحاق الأذى السياسي أو الاقتصادي بها، سواء كان ذلك من قبل أفراد أو حتّى من قبل هيئات إدارية دولية.
يمكن وجود التصنيف غير الموضوعي على المستوى الوطني أيضًا، وذلك وفقًا لمصالح البلد صاحب الاقتراح وقيمه. في حال كانت الدولة صاحبة الاقتراح قوية بما يكفي، فمن الممكن أن يصبح توصيف الدولة المعنية بالمنبوذة أمرًا موضوعيًا، ويعود ذلك إلى مقدار الضغط الذي يمكن للدولة القوية أن تفرضه للحصول على إجماع دولي على اقتراحها، كان هذا هو الحال –حسب لوال- عندما استخدمت الولايات المتحدة الأمريكية قوتها داخل الكتلة الغربية من أجل فرض صفة «الدولة المنبوذة» على كوبا التي كانت تحت سيطرة فيديل كاسترو.